# Estación Intendente Alvear
Intendente Alvear es una estación ferroviaria ubicada en la localidad homónima, Departamento Chapaleufú, Provincia de La Pampa, Argentina.

## Ubicación
La estación se encuentra en a 504,4 km de la Estación Once.

## Servicios
No presta servicios de pasajeros. Sus vías están concesionadas a la empresa de cargas Ferroexpreso Pampeano, sin embargo las vías que pasan por la estación se encuentran inactivas y en estado de abandono.